# Tianyi
La Tianyi (chinois simplifié : 天一影片公司 ; pinyin : Tiānyī Yǐngpiān Gōngsī ; litt. « Société cinématographique Unique »), est l'une des « Trois grandes » sociétés de production cinématographiques chinoises de la période d'avant-guerre (avec la Mingxing et la Lianhua).
Fondée à Shanghai en 1925 par l'aîné des frères Shaw, Runje Shaw (Shao Zuiweng), la société établit des filiales à Singapour et en Malaisie (à partir de 1928) et à Hong Kong (à partir de 1934). Bien que le studio de Shanghai soit détruit en 1937 par les bombardements lors de l'invasion japonaise, sa branche de Hong Kong, plus tard connue sous le nom de Shaw Brothers, devient petit à petit un empire des médias sous la direction du plus jeune des frères Shaw, Run Run Shaw.

## Histoire

### Fondation

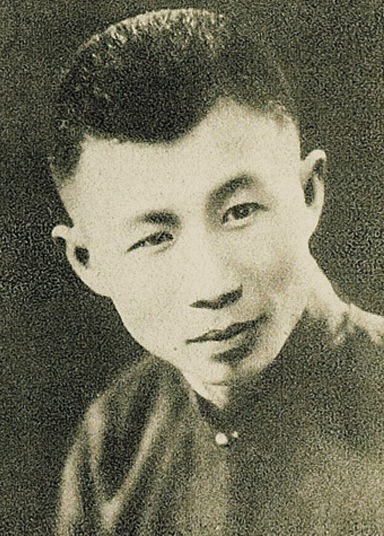
Runje Shaw (Shao Zuiweng), l'aîné des frères Shaw et fondateur de la Tianyi.

En 1922, Runje Shaw, l'aîné des frères Shaw, avocat et home d'affaires de métier, suit sa passion pour le spectacle et rachète le théâtre Xiao Wutai (« Théâtre du rire ») de Shanghai, alors en faillite. Parmi ses nouveaux collègues se trouvent Zhang Shichuan, Zheng Zhengqiu et Zhou Jianyun, qui co-fondent la société cinématographique Mingxing,. En 1923, la Mingxing sort le film Le Grand-père sauvé par l'orphelin qui est un grand succès commercial. Inspiré par ses anciens collègues, Shaw fonde la Tianyi (aussi connue sous le nom de Unique) en 1925. Il dirige la société tandis que ses jeunes frères, Runde et Runme, gèrent les activités de comptabilité et de distribution,. Le plus jeune frère, Run Run, fait toutes sortes de petits boulots pour l'entreprise familiale.

### Succès

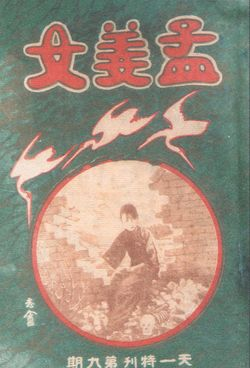
Dame Meng Jiang, film de la Tianyi de 1926 avec Hu Die.

Le premier film de la Tianyi, Un Changement de cœur, réalisé par Runje Shaw lui-même et sorti en 1925, est particulièrement rentable. En homme d'affaires astucieux saisissant ce qui plaît au public, Shaw est l'un des premiers cinéastes chinois à faire un usage intensif de la littérature, des légendes et des mythes traditionnels. La Tianyi réalise des films de genre à succès, notamment des drames historiques, des films d'épées, et des histoires de dieux et démons, inspirant de nombreuses imitations d'autres studios. Le film de 1925, Li Feifei, femme épéiste, est considéré comme le premier film d'arts martiaux chinois,.
En 1926, la Tianyi sort deux drames historiques à grand succès : Les Amants (Liang Zhu Tongshi, basé sur La Romance de Liang Shanbo et Zhu Yingtai), et Le Serpent blanc (basé sur la légende éponyme), tous deux réalisés par Runje Shaw. En plus de son succès sur le marché intérieur, Le Serpent blanc devient également le film chinois le plus populaire en Asie du Sud-Est. Les films du studio, tournés généralement très vite et en très grand nombre, sont de qualité générale très moyenne et lui valent les critiques acerbes des intellectuels des autres studios qui voient dans le cinéma quelque chose de plus grand qu'un simple objet de divertissement. Mais malgré leurs aspects populaires, ces films louent toujours les vertus traditionnelles confucéennes (comme la piété filiale), omniprésentes dans la société chinoise
L'une des tactiques favorites de Runje Shaw est également de s’emparer du sujet d’un film alors en préparation au sein d’un studio rival et d'en livrer une version plus rapidement sur le marché, laissant ainsi à la production de son concurrent un certain goût de réchauffé. Nombre de compagnies rivales poursuivent la Tianyi pour vol d’idées, mais l’expérience de Runje en tant qu’avocat fait qu’il remporte toujours ses procès. Pire encore, il arrive souvent que ce soient les rivaux déboutés qui finissent par régler les frais de justice. À ce petit jeu, Runje voit son entreprise grandir bien vite mais se fait également quantité d’ennemis bien décidés à abattre cet homme immoral.
Sous la direction de Shaw, la Tianyi est l’un des premiers studios à passer au cinéma sonore. En 1931, Shaw produit Histoire d'un chanteur, l'un des premiers films sonores chinois, réalisé par Li Pingqian (en). En 1934, le studio débute la série de comédies des Mr. Wang adaptée de la bande-dessinée populaire de Ye Qianyu.
Contrairement aux autres grands studios, qui produisent des films à sous-texte politique, principalement gauchiste, la Tianyi se concentre principalement sur la réalisation de films « divertissants » et dénués de tout message politique.

### Expansion internationale

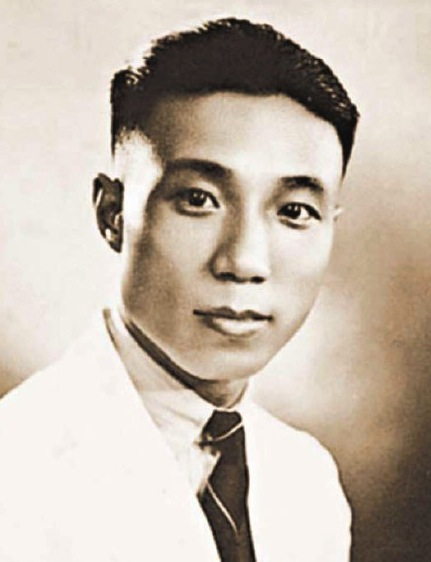
Run Run Shaw (Shao Yifu), le plus jeune frère Shaw qui a étendu l'activité de l'entreprise familiale à Singapour et à Hong Kong.

Outre Shanghai, la Tianyi étend également ses activités en Asie du Sud-Est et à Hong Kong. Au milieu des années 1920, Runje Shaw envoie Runme et Run Run à Singapour, alors partie intégrante de la Malaisie britannique, où ils établissent une société appelée la Shaw Organisation pour distribuer les films de la Tianyi. Vers 1930, les frères Shaw fondent le studio Nanyang (« Sept mers ») pour produire des films localement.
En 1933, la Tianyi sort Le Dragon dorée blanc, le premier film cantonais parlant jamais produit, qui est un succès commercial dans le sud de la Chine. La société établit alors un studio à Hong Kong en 1933-34 pour produire des films en cantonais. Ce mouvement vers Hong Kong est accéléré par l'interdiction des films d'arts martiaux par le gouvernement chinois nationaliste sous prétexte que ces films sont moralement décadents et promeuvent la superstition, en même temps que les films en cantonais sont également interdits sur le territoire chinois,. Ces deux genres sont importants pour la Tianyi car très populaires parmi les communautés de la diaspora chinoise, et le studio exporte ses films en mandarin produits à Shanghai et en cantonais produits à Hong Kong, dans le sud-est asiatique. Son studio de Hong Kong est cependant détruit par un incendie en 1936, mais Runde Shaw, le deuxième frère aîné, rétablit l'activité sous le nom de studio Nanyang, rebaptisé plus tard Shaw et Fils.

### Disparition à Shanghai
Juste avant l'invasion japonaise de Shanghai en août 1937, la Tianyi avait envoyé tout son matériel par bateau jusqu'à Hong Kong, et fusionné les activités de Shanghai avec sa filiale de Hong Kong, le studio Nanyang. Son studio à Shanghai est détruit lors de l'occupation japonaise de la ville et Runje Shaw ferme définitivement la Tianyi. Les autres grands studios de Shanghai, la Mingxing et la Lianhua, disparaissent également durant cette période. Les opérations des Shaw à Hong Kong et en Asie du Sud-Est subissent également des revers au cours de la Seconde Guerre mondiale, lorsque les Japonais confisquent les salles de cinéma et emprisonnent Run Run Shaw.

## Postérité
Après la Seconde Guerre mondiale et la victoire des communistes en Chine continentale, Runje Shaw se retire de l'industrie du cinéma mais reste à Shanghai. Pendant ce temps, ses jeunes frères reconstruisent leurs entreprises à Singapour et à Hong Kong. Lorsque la colonie britannique devient le nouveau centre de production de films en langue chinoise, Run Run Shaw quitte Singapour en 1957 et réorganise les opérations de la Tianyi au sein de la nouvelle Shaw Brothers. Sous sa direction, le nouveau studio devient la société de production cinématographique la plus importante et la plus influente de Hong Kong du début des années 1960 au milieu des années 1980. Shaw se recentre ensuite sur la télévision en co-fondant la chaîne TVB, qui dévient prédominante dans le paysage audiovisuel hongkongais.